# Daniel Alberto Passarella
Daniel Alberto Passarella (Chacabuco, Argentina, 25 de maig de 1953), és un exfutbolista argentí que ocupava la posició de defensa. Va ser internacional absolut per la selecció de futbol de l'Argentina en 70 ocasions, amb la qual es va proclamar campió del món per dues vegades els anys 1978 i 1986.
Posteriorment es va dedicar a entrenar i en l'actualitat és el president del River Plate.

## Trajectòria
| Club             | País      | Any       |
| ---------------- | --------- | --------- |
| River Plate      | Argentina | 1974-1981 |
| AC Fiorentina    | Itàlia    | 1982-1986 |
| FC Inter de Milà | Itàlia    | 1986-1988 |
| River Plate      | Argentina | 1988-1989 |

## Palmarès
- 2 Copa del Món de futbol: 1978 i 1986 (Argentina)
- 4 Campionat argentí de futbol: 1975, 1977, 1979 i 1981 (River Plate)
- 2 Supercopa d'Europa: 1994 (Milan) i 1998 (Chelsea)
- 2 Scudetto: 1993-94 i 1995-96 (Milan)
- 1 FA Cup: 1999-00 (Chelsea)
- 1 Lliga qatariana de futbol: 2005 (Qatar SC)
- 1 Eurocopa: 2000 (França)
- 2 Copa Confederacions: 2001 i 2003 (França)